# Винокуровский
Винокуровский — посёлок в Кадошкинском районе Мордовии в составе Кадошкинского городского поселения.

## География
Находится на расстоянии примерно 5 километров по прямой на север-северо-восток от районного центра города Кадошкино.

## История
Основан в 1920-е годы, название дано по местному оврагу.

## Население
| 2002 | 2010 |
| ---- | ---- |
| 31   | ↘10  |

Постоянное население составляло 31 человек (русские 84 %) в 2002 году, 10 в 2010 году.